# Unione Sportiva Lecce 2023-2024
Questa voce raccoglie le informazioni riguardanti l'Unione Sportiva Lecce nelle competizioni ufficiali della stagione 2023-2024.

## Stagione
Dopo la separazione dall'allenatore Marco Baroni, il Lecce ingaggia il tecnico Roberto D'Aversa, cui viene affidata una squadra molto rinnovata. L'esordio stagionale avviene il 13 agosto, con la vittoria casalinga contro il Como (1-0) nel primo turno di Coppa Italia. Il 18 agosto 2023 viene chiusa la campagna abbonamenti, che fa registrare 20 914 sottoscrizioni. Per la prima volta nella storia il Lecce inizia il campionato di Serie A con una vittoria, ottenuta in casa contro la Lazio. Seguono un pari, un'altra vittoria casalinga, un altro pari e la terza vittoria casalinga consecutiva, risultati che valgono alla squadra salentina il suo migliore inizio di sempre (11 punti nelle prime 5 giornate) nel campionato di massima divisione; contestualmente il Lecce rimane per la prima volta imbattuto nelle prime cinque giornate del campionato di Serie A. Nelle successive 10 giornate il Lecce, pur non trovando mai la vittoria, con 6 pareggi, di cui 3 consecutivi, mantiene un certo margine di vantaggio sulla zona retrocessione. La quarta vittoria stagionale arriva alla sedicesima giornata, sempre in casa, contro il Frosinone. Sconfitta nelle due successive trasferte, la compagine salentina conclude un proficuo girone d'andata con un pari e un margine di 7 punti di vantaggio dalla zona rossa. Il girone di ritorno inizia con tre sconfitte consecutive, che fanno scendere a 3 punti il vantaggio dei giallorossi sulla zona retrocessione, ma la successiva vittoria interna contro la Fiorentina riporta i salentini a +6 sulla zona "calda". Seguono due altre sconfitte, che assottigliano il vantaggio dei salentini a 4 punti, ridottisi a 2 alla ventisettesima giornata dopo il pareggio sul campo del Frosinone, anche a causa delle contemporanee vittorie di Verona e Cagliari, che risalgono dai bassifondi della classifica. La successiva sconfitta casalinga contro il Verona, la settima in nove gare, e l'episodio di cui è protagonista in negativo l'allenatore dei giallorossi, espulso per condotta violenta, avendo, a partita conclusa, colpito con una testata il calciatore avversario, inducono la dirigenza a esonerare il tecnico D'Aversa, con la squadra ormai distante un solo un punto dalla zona rossa. 
La guida tecnica della squadra viene affidata a Luca Gotti, che esordisce con una vittoria sul campo della Salernitana e riporta i salentini a +4 sulla zona retrocessione. Dopo il pari casalingo contro la Roma, i giallorossi perdono in casa del Milan, ma mantengono un margine di +3 sulla zona rossa, divario salito a +5 dopo la vittoria casalinga nello scontro diretto contro l'Empoli e a +7 dopo la vittoria esterna nello scontro diretto con il Sassuolo. I salentini ottengono poi due pareggi di fila e due giorni prima di scendere in campo in casa contro l'Udinese centrano la salvezza con tre giornate di anticipo, stante la sconfitta del Cagliari in casa del Milan al trentacinquesimo turno.
In Coppa Italia i salentini eliminano il Como ai trentaduesimi, poi vengono eliminati dal Parma ai sedicesimi.

## Divise e sponsor
Come sponsor tecnico per la stagione 2023-2024 è confermato il marchio M908, autoprodotto. Il main sponsor è Deghi, azienda salentina attiva nella vendita in tutto il mondo di mobili e arredi per la casa.
| Casa | Trasferta | Terza maglia |

## Organigramma societario
ORGANI DI AMMINISTRAZIONE E CONTROLLO
Consiglio di amministrazione
- Presidente: Saverio Sticchi Damiani
- Vicepresidenti: Alessandro Adamo e Corrado Liguori
- Amministratori: Dario Carofalo, Silvia Carofalo, Salvatore De Vitis, Paola Del Brocco

Collegio sindacale
- Presidente: Giuseppe Tamborrino
- Sindaci effettivi: Lauretana Fasano, Domenico Massimo Mangiameli
- Sindaci supplenti: Giuseppe Quarta, Giovanni Santoro

Management
- Direttore generale area amministrativa: Giuseppe Mercadante
- Direttore area finanziaria: Chiara Carrozzo
- Responsabile area legale: Domenico Zinnari
- Direttore generale area tecnica: Pantaleo Corvino
- Direttore sportivo: Stefano Trinchera
- Team manager: Claudio Vino
- Segretario sportivo: Rosario Imparato
- Segretario settore giovanile: Pasquale Valzano
- Responsabile biglietteria e vice delegato alla gestione dell'evento: Angelica De Mitri
- Delegato alla gestione dell'evento e stadium manager: Donato Provenzano
- Responsabile comunicazione: Andrea Ferrante
- Ufficio stampa: Dario Sanghez, Tommaso Martino
- Responsabile marketing: Andrea Micati
- Ufficio marketing: Ilenia De Pascalis
- Amministrazione: Alessandro Tondi
- Slo: Giovanni Apollonio
- Fotografo ufficiale: Marco Lezzi

STAFF TECNICO
- Allenatore: Roberto D'Aversa (1ª-28ª) - Luca Gotti (29ª-)
- Allenatore in seconda: Andrea Tarozzi (1ª-28ª) - Dan Vesterby Thomassen (29ª-)
- Collaboratore tecnico: Salvatore Sullo (1ª-28ª) - Stefano Daniel (29ª-)
- Collaboratore tecnico e match analyst: Simone Greco
- Preparatore atletico: Danilo Massi (1ª-28ª) - Salvatore Sciuto (29ª-)
- Preparatore atletico e recupero infortunati: Giovanni De Luca
- Preparatore dei portieri: Luigi Sassanelli
- Responsabile magazziniere: Giovanni Fasano
- Magazziniere: Emanuele Perrone

STAFF SANITARIO
- Responsabile area sanitaria: Giuseppe Congedo
- Medico: Antonio Tondo
- Podologa: Anna Chiara Schido
- Fisioterapista ed Osteopata: Graziano Fiorita
- Fisioterapista: Francesco Soda
- Fisioterapista: Marco Camassa
- Osteopata: Stefano Carrisi
- Responsabile nutrizione sportiva: Mirco Spedicato
- Collaboratore nutrizione sportiva: Luigi Sturdà

## Rosa
Aggiornata al 1º febbraio 2024.

In corsivo i calciatori ceduti a stagione in corso.
| N. |                       | Ruolo | Calciatore                      |
| -- | --------------------- | ----- | ------------------------------- |
| 4  | Marocco (bandiera)    | C     | Youssef Maleh                   |
| 5  | Croazia (bandiera)    | D     | Marin Pongračić                 |
| 6  | Italia (bandiera)     | D     | Federico Baschirotto (capitano) |
| 7  | Svezia (bandiera)     | C     | Pontus Almqvist                 |
| 8  | Tunisia (bandiera)    | C     | Hamza Rafia                     |
| 9  | Gambia (bandiera)     | A     | Assan Ceesay                    |
| 9  | Montenegro (bandiera) | A     | Nikola Krstović                 |
| 10 | Francia (bandiera)    | A     | Rémi Oudin                      |
| 11 | Italia (bandiera)     | A     | Federico Di Francesco           |
| 11 | Italia (bandiera)     | A     | Nicola Sansone                  |
| 12 | Italia (bandiera)     | D     | Lorenzo Venuti                  |
| 13 | Danimarca (bandiera)  | D     | Patrick Dorgu                   |
| 14 | Islanda (bandiera)    | C     | Þórir Jóhann Helgason           |
| 16 | Spagna (bandiera)     | C     | Joan González                   |
| 17 | Francia (bandiera)    | D     | Valentin Gendrey                |
| 18 | Kosovo (bandiera)     | C     | Medon Berisha                   |
| 19 | Polonia (bandiera)    | C     | Marcin Listkowski               |
| 20 | Albania (bandiera)    | C     | Ylber Ramadani                  |
| 21 | Italia (bandiera)     | P     | Federico Brancolini             |
| 22 | Zambia (bandiera)     | A     | Lameck Banda                    |
| 23 | Italia (bandiera)     | C     | Giacomo Faticanti               |

| N. |                      | Ruolo | Calciatore               |
| -- | -------------------- | ----- | ------------------------ |
| 24 | Danimarca (bandiera) | A     | Jeppe Corfitzen          |
| 25 | Italia (bandiera)    | D     | Antonino Gallo           |
| 26 | Svezia (bandiera)    | D     | Zinedin Smajlović        |
| 27 | Brasile (bandiera)   | C     | Gabriel Strefezza        |
| 28 | Romania (bandiera)   | C     | Cătălin Vulturar         |
| 29 | Francia (bandiera)   | C     | Alexis Blin              |
| 30 | Italia (bandiera)    | P     | Wladimiro Falcone        |
| 31 | Svezia (bandiera)    | A     | Joel Voelkerling Persson |
| 40 | Finlandia (bandiera) | P     | Jasper Samooja           |
| 45 | Romania (bandiera)   | A     | Rareș Burnete            |
| 50 | Argentina (bandiera) | A     | Santiago Pierotti        |
| 55 | Albania (bandiera)   | D     | Kastriot Dermaku         |
| 59 | Algeria (bandiera)   | D     | Ahmed Touba              |
| 70 | Italia (bandiera)    | P     | Antonino Viola           |
| 77 | Francia (bandiera)   | C     | Mohamed Kaba             |
| 83 | Belgio (bandiera)    | D     | Mats Lemmens             |
| 83 | Rep. Ceca (bandiera) | C     | Daniel Samek             |
| 91 | Italia (bandiera)    | A     | Roberto Piccoli          |
| 98 | Romania (bandiera)   | P     | Alexandru Borbei         |
| ?? | Germania (bandiera)  | A     | Till Winkelman           |

## Calciomercato

### Sessione estiva(dall'1/7 al 1/9)
Fonte: Transfermarkt.
| Acquisti         | Acquisti          | Acquisti            | Acquisti      |
| R.               | Nome              | da                  | Modalità      |
| ---------------- | ----------------- | ------------------- | ------------- |
| D                | Zinedin Smajlović | Täby                | definitivo    |
| D                | Ahmed Touba       | İstanbul Başakşehir | prestito      |
| D                | Lorenzo Venuti    | Fiorentina          | svincolato    |
| C                | Pontus Almqvist   | Rostov              | prestito      |
| C                | Giacomo Faticanti | Roma                | definitivo    |
| C                | Mohamed Kaba      | Valenciennes        | definitivo    |
| C                | Hamza Rafia       | Pescara             | definitivo    |
| C                | Ylber Ramadani    | Aberdeen            | definitivo    |
| A                | Nikola Krstović   | DAC Dunajská Streda | definitivo    |
| A                | Roberto Piccoli   | Atalanta            | prestito      |
| Altre operazioni |                   |                     |               |
| R.               | Nome              | da                  | Modalità      |
| P                | Wladimiro Falcone | Sampdoria           | definitivo    |
| D                | Fabio Lucioni     | Frosinone           | fine prestito |
| D                | Ilario Monterisi  | Frosinone           | fine prestito |
| C                | John Björkengren  | Brescia             | fine prestito |
| C                | Marcin Listkowski | Brescia             | fine prestito |
| D                | Marin Pongračić   | Wolfsburg           | definitivo    |
| A                | Pablo Rodríguez   | Brescia             | fine prestito |
| A                | Rémi Oudin        | Bordeaux            | definitivo    |

| Cessioni         | Cessioni                 | Cessioni               | Cessioni      |
| R.               | Nome                     | a                      | Modalità      |
| ---------------- | ------------------------ | ---------------------- | ------------- |
| P                | Marco Bleve              | Carrarese              | prestito      |
| D                | Tommaso Cassandro        | Como                   | definitivo    |
| D                | Pietro Ceccaroni         | Venezia                | fine prestito |
| D                | Mats Lemmens             | Lecco                  | prestito      |
| D                | Giuseppe Pezzella        | Parma                  | fine prestito |
| D                | Simone Romagnoli         | Frosinone              | definitivo    |
| D                | Samuel Umtiti            | Barcellona             | fine prestito |
| C                | Kristoffer Askildsen     | Sampdoria              | fine prestito |
| C                | Federico Di Francesco    | Palermo                | definitivo    |
| C                | Þórir Jóhann Helgason    | Eintracht Braunschweig | prestito      |
| C                | Morten Hjulmand          | Sporting Lisbona       | definitivo    |
| C                | Youssef Maleh            | Empoli                 | prestito      |
| A                | Assan Ceesay             | Damac                  | definitivo    |
| A                | Lorenzo Colombo          | Milan                  | fine prestito |
| A                | Joel Voelkerling Persson | Vitesse                | prestito      |
| Altre operazioni |                          |                        |               |
| R.               | Nome                     | a                      | Modalità      |
| D                | Fabio Lucioni            | Palermo                | definitivo    |
| D                | Ilario Monterisi         | Frosinone              | definitivo    |
| C                | John Björkengren         | Randers                | definitivo    |
| A                | Pablo Rodríguez          | Ascoli                 | prestito      |

### Trasferimenti dopo la sessione estiva
Fonte: Transfermarkt.
| Acquisti | Acquisti       | Acquisti   | Acquisti   |
| R.       | Nome           | da         | Modalità   |
| -------- | -------------- | ---------- | ---------- |
| A        | Nicola Sansone | svincolato | definitivo |

| Cessioni | Cessioni       | Cessioni | Cessioni |
| R.       | Nome           | a        | Modalità |
| -------- | -------------- | -------- | -------- |
| P        | Antonino Viola | Nardò    | prestito |

### Sessione invernale(dal 2/1 al 31/1)
Fonte: Transfermarkt.
| Acquisti | Acquisti          | Acquisti     | Acquisti   |
| R.       | Nome              | da           | Modalità   |
| -------- | ----------------- | ------------ | ---------- |
| C        | Emmanuel Casciano | Pescara      | definitivo |
| A        | Santiago Pierotti | Colón (SF)   | definitivo |
| A        | Till Winkelmann   | Werder Brema | definitivo |

| Cessioni | Cessioni          | Cessioni       | Cessioni   |
| R.       | Nome              | a              | Modalità   |
| -------- | ----------------- | -------------- | ---------- |
| C        | Giacomo Faticanti | Ternana        | prestito   |
| C        | Marcin Listkowski | Lecco          | prestito   |
| C        | Gabriel Strefezza | Como           | prestito   |
| C        | Cătălin Vulturar  | Rapid Bucarest | definitivo |

## Risultati

### Serie A

#### Girone di andata
| Arbitro: | Dionisi (L'Aquila) |

|                               |           |              |
| Almqvist 85’ Di Francesco 87’ | Marcatori | 26’ Immobile |

| Arbitro: | Ferrieri Caputi (Livorno) |

|                        |           |                        |
| González 3’ Duncan 25’ | Marcatori | 49’ Rafia 75’ Krstović |

| Arbitro: | Massimi (Termoli) |

|                                    |           |  |
| Krstović 6’ Strefezza 90+8’ (rig.) | Marcatori |  |

| Arbitro: | Marinelli (Tivoli) |

|             |           |                    |
| Colpani 24’ | Marcatori | 3’ (rig.) Krstović |

| Arbitro: | Rapuano (Rimini) |

|           |           |  |
| Oudin 83’ | Marcatori |  |

| Arbitro: | Giua (Olbia) |

|           |           |  |
| Milik 57’ | Marcatori |  |

| Arbitro: | Pairetto (Nichelino) |

|  |           |                                                            |
|  | Marcatori | 16’ Østigård 51’ Osimhen 88’ Gaetano 90+5’ (rig.) Politano |

| Arbitro: | Sacchi (Macerata) |

|              |           |                    |
| Krstović 48’ | Marcatori | 22’ (rig.) Berardi |

| Arbitro: | Tremolada (Monza) |

|                    |           |             |
| Thauvin 49’ (rig.) | Marcatori | 83’ Piccoli |

| Arbitro: | Aureliano (Bologna) |

|  |           |                |
|  | Marcatori | 41’ Buongiorno |

| Arbitro: | Colombo (Como) |

|                           |           |              |
| Azmoun 90+1’ Lukaku 90+4’ | Marcatori | 71’ Almqvist |

| Arbitro: | Abisso (Palermo) |

|                       |           |                          |
| Sansone 66’ Banda 70’ | Marcatori | 28’ Giroud 35’ Reijnders |

| Arbitro: | La Penna (Roma 1) |

|                      |           |                        |
| Ngonge 41’ Đurić 78’ | Marcatori | 30’ Oudin 69’ González |

| Arbitro: | Doveri (Roma 1) |

|                       |           |                 |
| Piccoli 90+10’ (rig.) | Marcatori | 68’ Lykogiannīs |

| Arbitro: | Colombo (Como) |

|                  |           |           |
| Rafia 71’ (aut.) | Marcatori | 64’ Banda |

| Arbitro: | Zufferli (Udine) |

|                          |           |                       |
| Piccoli 11’ Ramadani 89’ | Marcatori | 33’ (rig.) Kaio Jorge |

| Arbitro: | Marcenaro (Genova) |

|                         |           |  |
| Bisseck 43’ Barella 78’ | Marcatori |  |

| Arbitro: | Manganiello (Pinerolo) |

|             |           |  |
| Lookman 58’ | Marcatori |  |

| Arbitro: | Massa (Imperia) |

|             |           |               |
| Gendrey 31’ | Marcatori | 68’ Oristanio |

#### Girone di ritorno
| Arbitro: | Ferrieri Caputi (Livorno) |

|                     |           |  |
| Felipe Anderson 58’ | Marcatori |  |

| Arbitro: | Doveri (Roma 1) |

|  |           |                              |
|  | Marcatori | 59’, 68’ Vlahović 85’ Bremer |

| Arbitro: | Pairetto (Nichelino) |

|                        |           |              |
| Retegui 70’ Ekuban 76’ | Marcatori | 31’ Krstović |

| Arbitro: | Giua (Olbia) |

|                                   |           |                            |
| Oudin 17’ Piccoli 90’ Dorgu 90+2’ | Marcatori | 50’ Mandragora 67’ Beltrán |

| Arbitro: | Manganiello (Pinerolo) |

|                                          |           |  |
| Beukema 5’ Orsolini 27’, 49’ Odgaard 82’ | Marcatori |  |

| Arbitro: | Ayroldi (Molfetta) |

|                          |           |  |
| Bellanova 50’ Zapata 81’ | Marcatori |  |

| Arbitro: | Doveri (Roma 1) |

|  |           |                                            |
|  | Marcatori | 15’, 56’ Martínez 54’ Frattesi 68’ De Vrij |

| Arbitro: | Guida (Torre Annunziata) |

|                |           |                       |
| Cheddira 45+2’ | Marcatori | 61’ (aut.) Cerofolini |

| Arbitro: | Chiffi (Padova) |

|  |           |                |
|  | Marcatori | 17’ Folorunsho |

| Arbitro: | Maresca (Napoli) |

|  |           |                    |
|  | Marcatori | 17’ (aut.) Gyömbér |

| Lecce 1º aprile 2024, ore 18:00 CEST 30ª giornata | Lecce              | 0 – 0 referto | Roma | Stadio Via del mare (29 031 spett.)\| Arbitro: \| Marcenaro (Genova) \| |
| Arbitro:                                          | Marcenaro (Genova) |               |      |                                                                         |

| Arbitro: | Massimi (Termoli) |

|                                |           |  |
| Pulisic 6’ Giroud 20’ Leão 57’ | Marcatori |  |

| Arbitro: | Mariani (Aprilia) |

|             |           |  |
| Sansone 89’ | Marcatori |  |

| Arbitro: | Doveri (Roma 1) |

|  |           |                                   |
|  | Marcatori | 11’ Gendrey 15’ Dorgu 61’ Piccoli |

| Arbitro: | Santoro (Messina) |

|                |           |                      |
| Krstović 90+2’ | Marcatori | 90+8’ (rig.) Pessina |

| Arbitro: | Marcenaro (Genova) |

|          |           |              |
| Mina 26’ | Marcatori | 84’ Krstović |

| Arbitro: | Massa (Imperia) |

|  |           |                         |
|  | Marcatori | 36’ Lucca 85’ Samardžić |

| Arbitro: | Rapuano (Rimini) |

|  |           |                               |
|  | Marcatori | 48’ De Ketelaere 53’ Scamacca |

| Napoli 26 maggio 2024, ore 18:00 CEST 38ª giornata | Napoli             | 0 – 0 referto | Lecce | Stadio Diego Armando Maradona\| Arbitro: \| Dionisi (L'Aquila) \| |
| Arbitro:                                           | Dionisi (L'Aquila) |               |       |                                                                   |

### Turni eliminatori
| Arbitro: | Rutella (Enna) |

|              |           |  |
| Almqvist 27’ | Marcatori |  |

| Arbitro: | Minelli (Varese) |

|                           |           |                                                           |
| Piccoli 54’ Strefezza 76’ | Marcatori | 9’ Sohm 29’ Bonny 90+4’ (aut.) Pongračić 90+7’ (rig.) Man |

## Statistiche
Statistiche aggiornate al 26 maggio 2024.

### Statistiche di squadra
| Competizione | Punti | In casa | In casa | In casa | In casa | In casa | In casa | In trasferta | In trasferta | In trasferta | In trasferta | In trasferta | In trasferta | Totale | Totale | Totale | Totale | Totale | Totale | DR  |
| Competizione | Punti | G       | V       | N       | P       | Gf      | Gs      | G            | V            | N            | P            | Gf           | Gs           | G      | V      | N      | P      | Gf     | Gs     | DR  |
| ------------ | ----- | ------- | ------- | ------- | ------- | ------- | ------- | ------------ | ------------ | ------------ | ------------ | ------------ | ------------ | ------ | ------ | ------ | ------ | ------ | ------ | --- |
| Serie A      | 38    | 19      | 6       | 6       | 7       | 17      | 27      | 19           | 2            | 8            | 9            | 15           | 27           | 38     | 8      | 14     | 16     | 32     | 54     | -22 |
| Coppa Italia | -     | 2       | 1       | 0       | 1       | 3       | 4       | 0            | 0            | 0            | 0            | 0            | 0            | 2      | 1      | 0      | 1      | 3      | 4      | -1  |
| Totale       | -     | 21      | 7       | 7       | 7       | 20      | 29      | 19           | 3            | 7            | 9            | 17           | 27           | 40     | 10     | 14     | 16     | 37     | 56     | -19 |

### Andamento in campionato
| Giornata  | 1 | 2 | 3 | 4 | 5 | 6 | 7 | 8 | 9  | 10 | 11 | 12 | 13 | 14 | 15 | 16 | 17 | 18 | 19 | 20 | 21 | 22 | 23 | 24 | 25 | 26 | 27 | 28 | 29 | 30 | 31 | 32 | 33 | 34 | 35 | 36 | 37 | 38 |
| --------- | - | - | - | - | - | - | - | - | -- | -- | -- | -- | -- | -- | -- | -- | -- | -- | -- | -- | -- | -- | -- | -- | -- | -- | -- | -- | -- | -- | -- | -- | -- | -- | -- | -- | -- | -- |
| Luogo     | C | T | C | T | C | T | C | C | T  | C  | T  | C  | T  | C  | T  | C  | T  | T  | C  | T  | C  | T  | C  | T  | T  | C  | T  | C  | T  | C  | T  | C  | T  | C  | T  | C  | C  | T  |
| Risultato | V | N | V | N | V | P | P | N | N  | P  | P  | N  | N  | N  | N  | V  | P  | P  | N  | P  | P  | P  | V  | P  | P  | P  | N  | P  | V  | N  | P  | V  | V  | N  | N  | P  | P  | N  |
| Posizione | 1 | 7 | 4 | 4 | 3 | 6 | 7 | 9 | 10 | 11 | 13 | 13 | 13 | 13 | 13 | 12 | 12 | 13 | 13 | 13 | 14 | 14 | 13 | 13 | 14 | 14 | 13 | 16 | 13 | 13 | 14 | 13 | 13 | 13 | 13 | 13 | 14 | 14 |

Fonte:  Serie A – Classifica, su legaseriea.it.
Legenda:

Luogo: C = Casa; T = Trasferta. Risultato: V = Vittoria; N = Pareggio; P = Sconfitta.

### Statistiche dei giocatori
In corsivo i giocatori ceduti a stagione in corso.
| Giocatore              | Serie A  | Serie A | Serie A     | Serie A    | Coppa Italia | Coppa Italia | Coppa Italia | Coppa Italia | Totale   | Totale | Totale      | Totale     |
| Giocatore              | Presenze | Reti    | Ammonizioni | Espulsioni | Presenze     | Reti         | Ammonizioni  | Espulsioni   | Presenze | Reti   | Ammonizioni | Espulsioni |
| ---------------------- | -------- | ------- | ----------- | ---------- | ------------ | ------------ | ------------ | ------------ | -------- | ------ | ----------- | ---------- |
| P. Almqvist            | 30       | 2       | 5           | 0          | 2            | 1            | 0            | 0            | 32       | 3      | 5           | 0          |
| L. Banda               | 21       | 2       | 5           | 1          | 2            | 0            | 0            | 0            | 23       | 2      | 5           | 1          |
| F. Baschirotto         | 37       | 0       | 3           | 1          | 2            | 0            | 1            | 0            | 39       | 0      | 4           | 1          |
| M. Berisha             | 6        | 0       | 0           | 0          | 1            | 0            | 1            | 0            | 7        | 0      | 1           | 0          |
| A. Blin                | 31       | 0       | 4           | 0          | 1            | 0            | 0            | 0            | 32       | 0      | 4           | 0          |
| F. Brancolini          | 0        | 0       | 0           | 0          | 1            | -4           | 0            | 0            | 1        | -4     | 0           | 0          |
| C. Burnete             | 1        | 0       | 0           | 0          | 1            | 0            | 0            | 0            | 2        | 0      | 0           | 0          |
| A. Ceesay              | 0        | 0       | 0           | 0          | 0            | 0            | 0            | 0            | 0        | 0      | 0           | 0          |
| J. Corfitzen           | 1        | 0       | 0           | 0          | 1            | 0            | 0            | 0            | 2        | 0      | 0           | 0          |
| K. Dermaku             | 0        | 0       | 0           | 0          | 0            | 0            | 0            | 0            | 0        | 0      | 0           | 0          |
| F. Di Francesco        | 2        | 1       | 0           | 0          | 1            | 0            | 0            | 0            | 3        | 1      | 0           | 0          |
| P. Dorgu               | 32       | 2       | 6           | 0          | 2            | 0            | 1            | 0            | 34       | 2      | 7           | 0          |
| M. Lemmens             | 0        | 0       | 0           | 0          | 0            | 0            | 0            | 0            | 0        | 0      | 0           | 0          |
| W. Falcone             | 38       | -54     | 0           | 0          | 1            | 0            | 0            | 0            | 39       | -54    | 0           | 0          |
| G. Faticanti           | 0        | 0       | 0           | 0          | 0            | 0            | 0            | 0            | 0        | 0      | 0           | 0          |
| A. Gallo               | 35       | 0       | 2           | 0          | 2            | 0            | 0            | 0            | 37       | 0      | 2           | 0          |
| V. Gendrey             | 37       | 2       | 5           | 0          | 1            | 0            | 0            | 0            | 38       | 2      | 5           | 0          |
| J. González            | 29       | 1       | 6           | 0          | 1            | 0            | 0            | 0            | 30       | 1      | 6           | 0          |
| Þ. Helgason            | 0        | 0       | 0           | 0          | 0            | 0            | 0            | 0            | 0        | 0      | 0           | 0          |
| M. Kaba                | 23       | 0       | 3           | 1          | 0            | 0            | 0            | 0            | 23       | 0      | 3           | 1          |
| N. Krstović            | 35       | 7       | 4           | 1          | 1            | 0            | 0            | 0            | 36       | 7      | 4           | 1          |
| M. Lemmens             | 0        | 0       | 0           | 0          | 0            | 0            | 0            | 0            | 0        | 0      | 0           | 0          |
| M. Listkowski          | 1        | 0       | 0           | 0          | 0            | 0            | 0            | 0            | 1        | 0      | 0           | 0          |
| Y. Maleh               | 0        | 0       | 0           | 0          | 0            | 0            | 0            | 0            | 0        | 0      | 0           | 0          |
| R. Oudin               | 31       | 3       | 3           | 0          | 1            | 0            | 0            | 0            | 32       | 3      | 3           | 0          |
| R. Piccoli             | 35       | 5       | 5           | 0          | 1            | 1            | 0            | 0            | 36       | 6      | 5           | 0          |
| S. Pierotti            | 11       | 0       | 0           | 0          | 0            | 0            | 0            | 0            | 11       | 0      | 0           | 0          |
| M. Pongračić           | 36       | 0       | 10          | 1          | 2            | 0            | 0            | 0            | 38       | 0      | 10          | 1          |
| H. Rafia               | 28       | 1       | 4           | 0          | 1            | 0            | 0            | 0            | 29       | 1      | 4           | 0          |
| Y. Ramadani            | 34       | 1       | 14          | 0          | 2            | 0            | 0            | 0            | 36       | 1      | 14          | 0          |
| J. Samooja             | 0        | 0       | 0           | 0          | 0            | 0            | 0            | 0            | 0        | 0      | 0           | 0          |
| N. Sansone             | 25       | 2       | 2           | 0          | 1            | 0            | 0            | 0            | 26       | 2      | 2           | 0          |
| Z. Smajlović           | 0        | 0       | 0           | 0          | 0            | 0            | 0            | 0            | 0        | 0      | 0           | 0          |
| G. Strefezza           | 19       | 1       | 4           | 0          | 2            | 1            | 1            | 0            | 21       | 2      | 5           | 0          |
| A. Touba               | 6        | 0       | 1           | 0          | 1            | 0            | 0            | 0            | 7        | 0      | 1           | 0          |
| L. Venuti              | 14       | 0       | 1           | 0          | 1            | 0            | 0            | 0            | 15       | 0      | 1           | 0          |
| J. Voelkerling Persson | 0        | 0       | 0           | 0          | 0            | 0            | 0            | 0            | 0        | 0      | 0           | 0          |
| C. Vulturar            | 0        | 0       | 0           | 0          | 0            | 0            | 0            | 0            | 0        | 0      | 0           | 0          |

## Giovanili

### Organigramma
Management
- - Supervisore settore giovanile: Pantaleo Corvino
  - Responsabile settore giovanile: Andrea D'Amblè

Staff tecnico
- Primavera[19]
  - Allenatore: Federico Coppitelli
  - Allenatore in seconda: Ernesto Chevantón
  - Preparatore atletico:  Paolo Traficante
  - Collaboratori: Diego Zaccardi, Leandro Catanese
  - Dirigente accompagnatore - Giuseppe Nucci
- Under 17
  - Allenatore - Simone Schipa
  - Allenatore in seconda - Antonio Manni
  - Preparatore atletico - Raffaele Tumolo
  - Preparatore portieri - Francesco Garzilli
  - Collaboratore atletico - Ludovico Guerrieri
  - Dirigente accompagnatore - Marco Geusa
- Under 16
  - Allenatore - Vincenzo Mazzeo
  - Allenatore in seconda  - Riccardo Personè
  - Preparatore atletico - Raffaele Tumolo
  - Preparatore portieri - Francesco Garzilli
  - Collaboratori - Giammarco Maldarella, Samuele Rizzo
  - Dirigente accompagnatore - Stefano Tundo
- Under 15
  - Allenatore -
  - Allenatore in seconda  - Fabio Marrocco
  - Preparatore atletico - Paolo Fontò
  - Preparatore portieri - Giampaolo Luperto
  - Collaboratore - Alessio Rosato
  - Dirigente accompagnatore - Giampiero Tundo
- Giovanissimi Regionali
  - Allenatore - Luca Renna
  - Allenatore in seconda  - Pierluigi Lagna
  - Collaboratori - Mariano Angelo, Alessio Rosato
- Giovanissimi Provinciali
  - Allenatore - Emanuele Antonucci
  - Allenatore in seconda  - Antonio Caputo
  - Collaboratori - Lorenzo Cosimo Rollo, Alessio Rosato
- Esordienti
  - Allenatore - Paolo Castelluzzo
  - Collaboratori - Alessio Rosato, Gabriele Montinaro
- Pulcini
  - Allenatori - Gianluca Garagiuli, Daniele Leone
  - Collaboratori - Leandro Catanese, Mattia Giannattasio, Alessio Rosato